# Kyra Constantine
Kyra Cheresse Constantine (Toronto, 1 de agosto de 1998) es una deportista canadiense que compite en atletismo, especialista en las carreras de velocidad.
Ganó una medalla de bronce en los Relevos Mundiales 2024, en la prueba de 4 × 400 m. Participó en los Juegos Olímpicos de Tokio 2020, ocupando el cuarto lugar en la misma prueba.

## Palmarés internacional
| Relevos Mundiales | Relevos Mundiales | Relevos Mundiales | Relevos Mundiales |
| Año               | Lugar             | Medalla           | Prueba            |
| ----------------- | ----------------- | ----------------- | ----------------- |
| 2024              | Nasáu (Bahamas)   | Medalla de bronce | 4 × 400 m         |